# Folco Lulli
Folco Lulli, född 3 juli 1912 i Florens, Toscana, död 23 maj 1970 i Rom, var en italiensk skådespelare.

## Roller i urval
- 1946 – Banditen
- 1948 – Negern och gatflickan
- 1950 – Rampljusens barn
- 1953 – Fruktans lön
- 1954 – Fest i Neapel
- 1954 – L'air de Paris
- 1959 – Det stora kriget
- 1961 – Tartarerna
- 1963 – I compagni
- 1965 – Marco Polo - äventyrens man
- 1966 – Den stora restauranten
- 1969 – Une veuve en or